# Letters (Ross-shire)
Letters (Schots-Gaelisch: An Leitir) is een dorp op de westelijke oever van Loch Broom in de Schotse lieutenancy Ross and Cromarty in het raadsgebied Highland.